# Johann IV. (Werle)
Johann IV., Herr zu Werle [-Goldberg], (* vor 1350; † zwischen 13. März und 14. Dezember 1374) war von 1354 bis 1374 Herr zu Werle-Goldberg.
Er war der Sohn von Nikolaus IV. und Agnes.
Seine Mutter unterstellte ihn minderjährig, erst der Vormundschaft Herzog Albrechts II. von Mecklenburg, war aber über diesen verstimmt und wählte Nikolaus III. von Werle-Güstrow als Vormund aus. Nach dessen Tod regiert er wohl alleine. Am 31. Oktober 1366 schloss er mit Herzog Albrecht II.  und dessen Söhnen einen Ehevertrag ab, nach welchem ihm Euphemia der Tochter Heinrichs III. versprochen wurde. Sie zählte damals erst vier Jahre. Durch den Tod Johanns wurde die Ehe, welche für das Jahr 1379 geplant war, nicht mehr vollzogen. So starb er unverheiratet und kinderlos im Jahr 1374. Am 13. März 1374 wurde er letztmals urkundlich erwähnt, am 14. Dezember 1374 wurde er nicht mehr als Regent genannt. Er soll im Doberaner Münster bestattet worden sein. Mit ihm starb die werlsche Linie Goldberg aus.
Nach seinem Tod übernimmt Bernhard II., Herr zu Werle-Güstrow und Waren die Regentschaft.